# Caitlin Rose
Caitlin Elisabeth Rose (* 23. Juni 1987 in Dallas, Texas) ist eine US-amerikanische Alternative-Country-Musikerin.

## Karriere
Caitlin Rose ist die Tochter von Liz und Johnny B. Rose, die als Songwriterin bzw. als Manager in der Countrymusik tätig sind. Mit sieben kam sie nach Nashville und mit zehn Jahren trennten sich ihre Eltern. Sie besuchte die High School und schrieb mit 16 ihren ersten Punk-Rock-Song, bevor sie sich nach und nach für die Countrymusik zu interessieren begann.
Rose war lange als Sängerin und Songschreiberin unter dem Namen Save Macaulay unterwegs und trat in den Bars und Clubs von Nashville auf. Kurz vor ihrer ersten Veröffentlichung wurde der Name aufgegeben und Caitlin Rose brachte die geplante EP beim Label Theory 8 Anfang 2008 unter ihrem eigenen Namen heraus. Fünf der darauf enthaltenen Titel hatte sie selbst geschrieben, zwei weitere waren Coverversionen, darunter der von den Rolling Stones stammende Titelsong. Ihre Solokarriere stützte sie auch durch Auftritte, zum Beispiel im Vorprogramm von Lori McKenna, die 2007 ihren Durchbruch gefeiert hatte und für die ihre Mutter als Songwriterin arbeitete.
Das Label Names veröffentlichte Dead Flowers auf dem britischen Markt und produzierte mit ihr das Debütalbum Own Side Now. Es erschien 2010 in Großbritannien und kam dort in den erweiterten Charts auf Platz 89. Bis auf eine Coverversion (That's Alright von Fleetwood Mac) stammten wieder alle Songs von ihr selbst. Die Redaktion der deutschen Ausgabe der Musikzeitschrift Rolling Stone wählte die Platte unter „Die besten Alben 2010“, das Time Magazin setzte es in den USA im Jahr darauf auf Platz 7, trotzdem blieb die LP in den USA weitgehend erfolglos.
Im Jahr darauf wechselte Rose zum New Yorker Label ATO Records. In eineinhalb Jahren produzierte sie, unter anderem wieder mit Musiker und Produzent Skylar Wilson, ihr zweites Album. Anfang März 2013 wurde The Stand-In veröffentlicht und erreichte Platz 54 der offiziellen UK-Charts.

## Diskografie
- Dead Flowers (EP, 2008)
- Own Side Now (2010)
- The Stand-In (2013)
- CAZIMI (2022)